# Strangalia opleri
Strangalia opleri là một loài bọ cánh cứng trong họ Cerambycidae.